# China Southern Airlines
China Southern Airlines es una aerolínea de capitales chinos con base en la ciudad de Cantón. Es la aerolínea con mayor tamaño de flota en Asia, la segunda en movimiento de pasajeros, es la séptima aerolínea más ocupada en lo que se refiere a vuelos nacionales, la séptima también en kilómetros recorridos durante vuelos nacionales. China Southern Airlines es la aerolínea más grande de China en términos de tráfico de pasajeros. China Southern transporta más carga doméstica que cualquier otra aerolínea. Su central de operaciones se encuentra en el Aeropuerto Internacional Cantón Baiyun y tiene al Aeropuerto Internacional de Pekín como aeropuerto secundario.

## Destinos
China Southern planea aumentar sus rutas para el periodo 2008-2009, siendo las principales Pekín-Newark (ruta cancelada en la actualidad), Cantón-Moscú, Pekín-Detroit (ruta cancelada en 2011, actualmente operada por Delta Airlines), Pekín-Londres, Cantón-Vancouver. También se incrementarán las frecuencias entre Cantón y Los Ángeles con 2 vuelos semanales extra, además de un vuelo diario entre Pekín y Ámsterdam. Estas rutas serán realizadas por los nuevos Airbus A380 y Boeing 787 que la aerolínea ha pedido.
La aerolínea tiene planeado tener vuelos directos entre Cantón-San Francisco y Wuhan-San Francisco entre el primer y segundo semestre de 2015, que serán operadas con Airbus A380 y Boeing 787, en la cual es el tercer destino hacia los Estados Unidos, Después de Cantón-Nueva York (JFK) que es operada Boeing 777-300ER una de las rutas más largas del aerolínea y del mundo y Cantón-Los Ángeles que es operada con Airbus A380, y es más La Ruta hacia San Francisco sería la segunda ruta en el Estado de California de ese país.

## Flota

### Flota Actual
La flota de la aerolínea posee a marzo de 2025 una edad media de 9,2 años.

## Aerolíneas con Código compartido
| - Aeroflot - Aeroméxico - Air Europa - Air France - Alitalia - Asiana Airlines - CSA Czech Airlines - China Eastern Airlines - Delta Air Lines - Dragonair - Garuda Indonesia | - Japan Airlines - Kenya Airways - KLM - Korean Air - Malaysia Airlines - PIA - Pakistan International Airlines - Qantas - Thai Airways International - United Airlines - Vietnam Airlines - Westjet - Xiamen Airlines |